# Identificazione (diritto)
Con identificazione, in diritto, si intende l'attribuzione di una identità ben precisa ad un soggetto di diritto, al fine di attribuirgli le caratteristiche previste dalla legge.
Con esso si può generalmente intendere:
- l'accertamento dell'identità personale in ambito penale, eseguito dalla polizia giudiziaria[3];
- la verifica dell'identità anagrafica di uno o più soggetti, che viene svolta anche dalla polizia di sicurezza o di prevenzione.

## Paternità
Un caso particolare di identificazione si ha nell'esclusione o identificazione della paternità.